# Borkumer Kleinbahn T 1
Der Verbrennungstriebwagen T 1 der Borkumer Kleinbahn, abgekürzt BKB, ist ein 1940 hergestellter Schienenbus von der Waggonfabrik Wismar der Bauart Hannover Typ D mit einer Spurweite von 900 mm. Er ist auf der Nordseeinsel Borkum betriebsfähig erhalten geblieben.

## Geschichte
Neu gekauft wurde er für den Badeverkehr auf der Nordstrandbahn. Bestellt wurde das mit der Werknummer 21145 abgelieferte Fahrzeug von der Inselbahn bereits 1936. Bis 1976 fuhr der Schienenbus planmäßig im Verkehr der Kleinbahn, seit 1971 hauptsächlich in verkehrsschwachen Zeiten. Bis 1971 wurde er teilweise auch mit dem etwas kleineren, 1947 von der Fliegerhorst-Kommandantur der Insel übernommenen T 2, Bauart Hannover Typ E (die kurze Ausführung mit drei Seitenfenstern) zusammen eingesetzt, manchmal mit dazwischen gekuppelten Beiwagen.
Im Jahre 1977 wurde der T 1 in gutem Zustand mit neuer Hauptuntersuchung an die Deutsche Gesellschaft für Eisenbahngeschichte (DGEG) verkauft, die jedoch keine dauerhafte Einsatz- oder Präsentationsmöglichkeit fand. Er sollte daher zunächst auf der Jagsttalbahn zum Einsatz kommen, hätte aber für einen Einsatz von der Spurweite 900 mm auf 750 mm umgespurt werden müssen. Daher kam er etwas später ins Schmalspurmuseum nach Viernheim.
1997 wurde der Triebwagen von der Borkumer Kleinbahn zurückgekauft und aufwändig in der eigenen Werkstatt betriebsfähig restauriert. Dabei erhielt er zwei neue Motoren. Seit 1998 ist er wieder regelmäßig auf Borkum für historische Sonderfahrten in Betrieb.
Der Triebwagen wurde im Herbst 2023 beim Tag der Schiene im Lokschuppen Wismar ausgestellt und für Fahrten bei der Bäderbahn Molli eingesetzt.

## Technik
Der Triebwagen hat eine Länge von 11.350 mm und eine Breite von 2.400 mm sowie eine Höhe von 2.850 mm. Der Achsstand beträgt 4.000 mm. Die Schnauzen, unter denen je ein Wasser gekühlter Reihen-Vierzylinder-Ottomotor vom Typ Ford BB mit einer Leistung von 50 PS (37 kW) untergebracht war, sind je 900 mm breit. Bei der Restaurierung im Jahr 1998 bekam er zwei Dieselmotoren von Daimler-Chrysler. Die Getriebe blieben indes unverändert. Er hat 40 Sitzplätze. Das Dienstgewicht liegt bei 6,4 Tonnen.

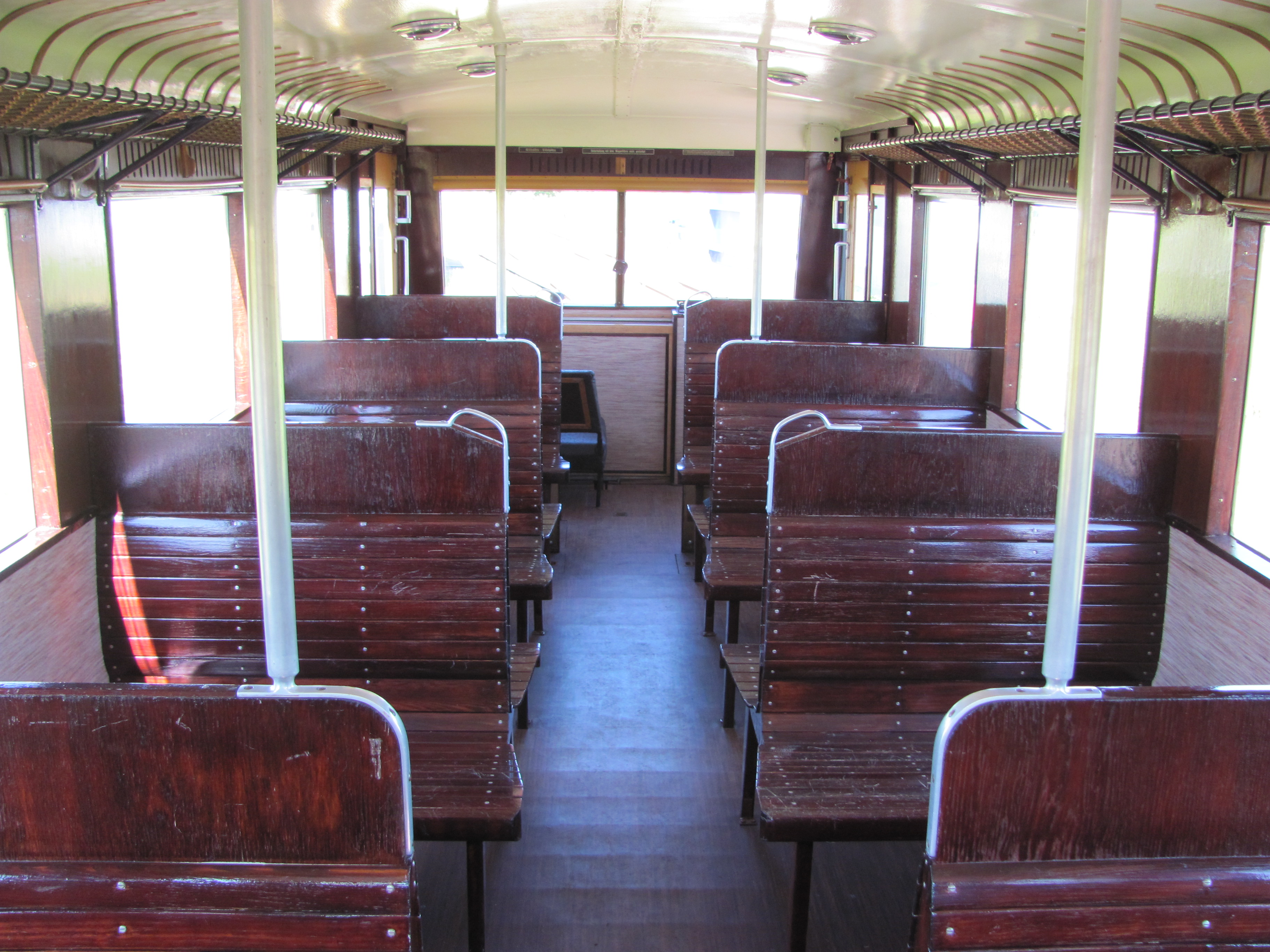
Fahrgastraum
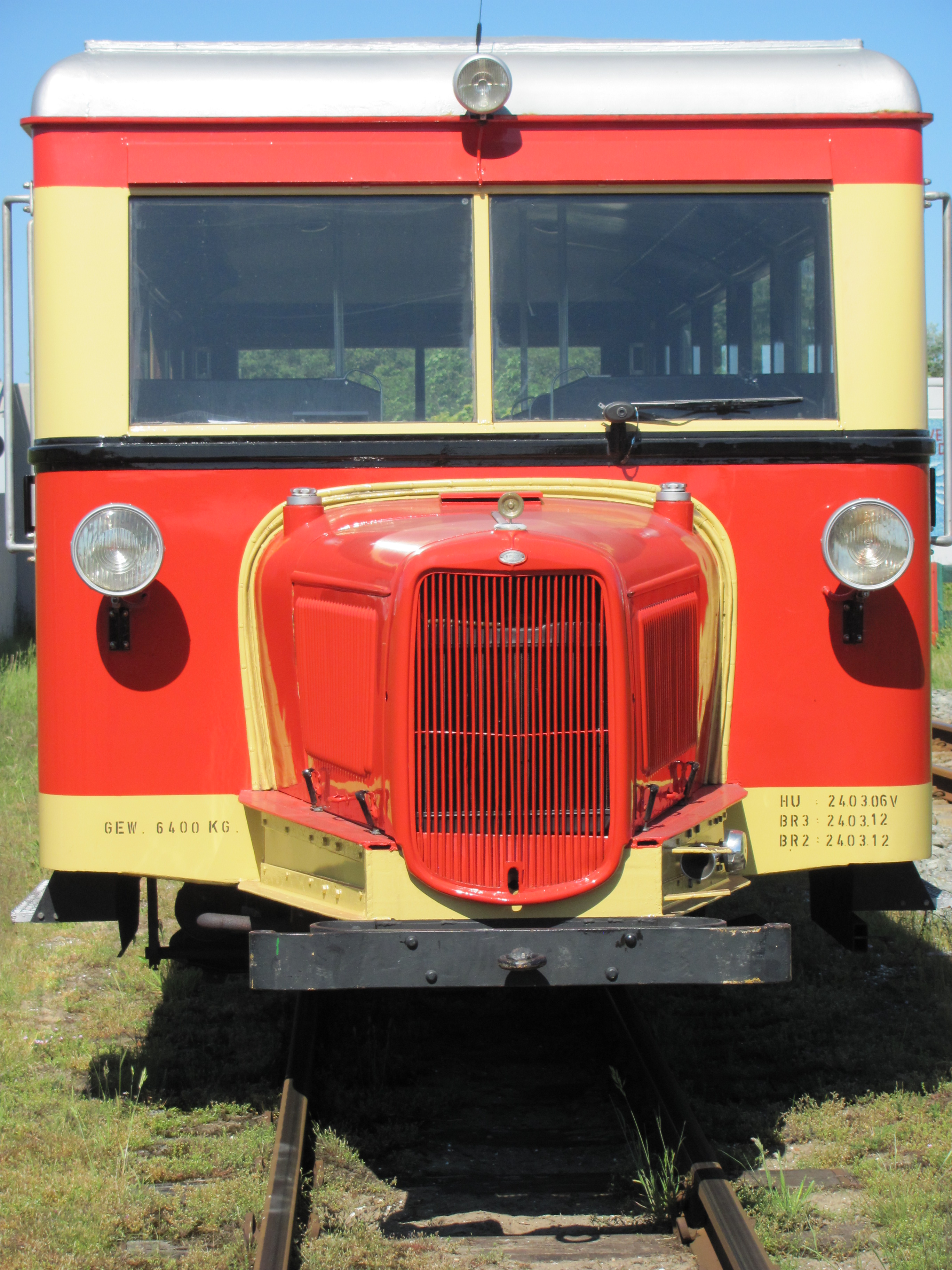
Frontalporträt